# Ibrahim Ferrer

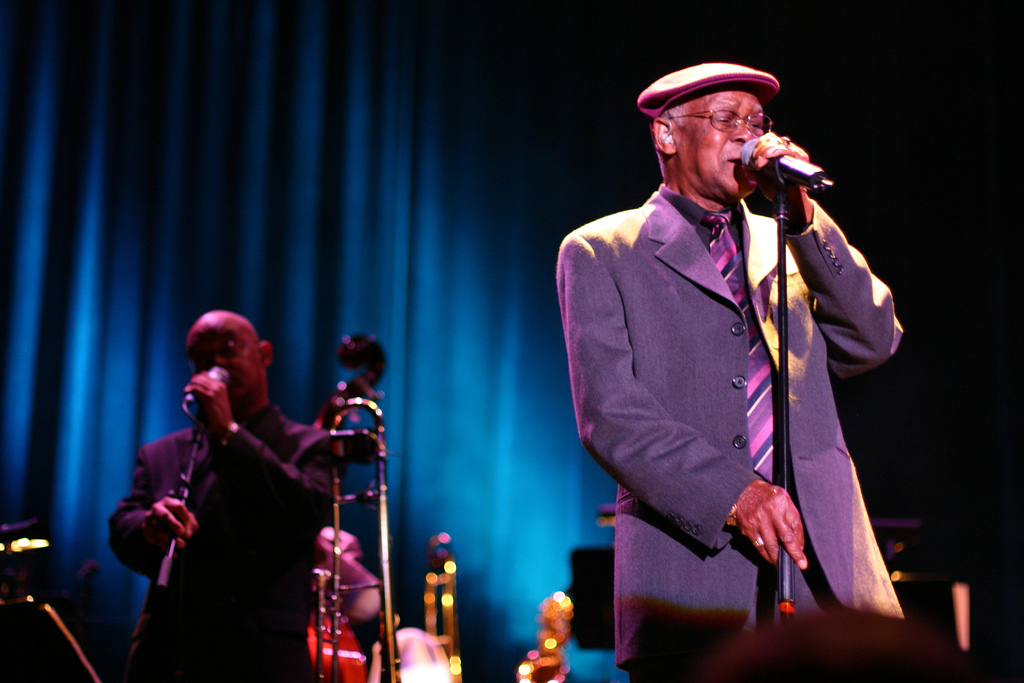
Ibrahim Ferrer in concert

Ibrahim Ferrer (San Luis, 20 februari 1927 - Havana, 6 augustus 2005) was een Cubaanse zanger.
Ferrer werd geboren in een nachtclub in het dorpje San Luis bij Santiago de Cuba. Hij begon zijn carrière op zijn 14e jaar. In de jaren vijftig zong hij voor Pacho Alonso's orkest in Havana. Hij bleef meer dan 20 jaar bij de groep. Ook trad Ferrer op als gastzanger voor Cubaanse legendes zoals Orquesta de Chepin en Benny Moré.
Begin jaren negentig trok Ferrer zich terug uit de muziek; hij poetste schoenen en leefde van een klein maandelijks pensioen. In 1997 werd hij uit de vergetelheid gelokt om zijn opnamedebuut te maken voor de eerste CD van de Afro-Cuban All Stars, A Toda Cuba Le Gusta.
In hetzelfde jaar werd hij bekend door de CD van Ry Cooders Buena Vista Social Club, waar hij met andere oudere musici, zoals Compay Segundo, Rubén González, Pío Leyva, Manuel "Puntillita" Licea en Eliades Ochoa een groep vormde en Son-muziek speelde. Op dit album staan ook duetten met Omara Portuondo. Van het album zijn in 2004 wereldwijd 8,7 miljoen exemplaren verkocht.
In 1999 maakte Ferrer zijn solo-debuut met het album Buena Vista Social Club Presents Ibrahim Ferrer. Op dit album staan wederom duetten met Omara Portuondo. Tijdens de eerste jaarlijkse Latin Grammy Awards, in de herfst van 2000, won hij de Grammy voor Best New Artist.
Ferrer stierf op 78-jarige leeftijd aan longemfyseem in een ziekenhuis in Havana. Zijn laatste optreden in Nederland was, nog geen maand voor zijn dood, op het North Sea Jazz festival op vrijdag 8 juli 2005.

## Discografie

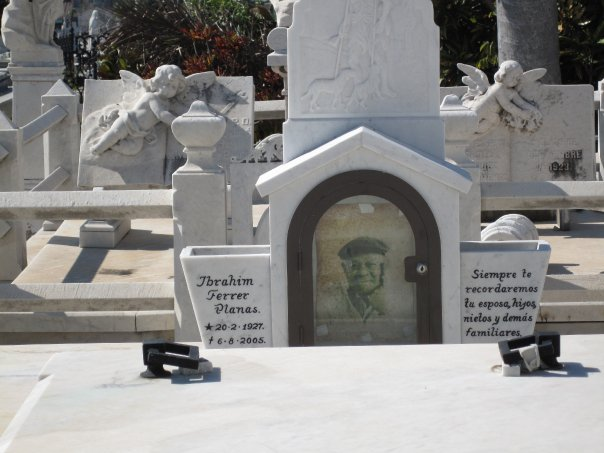
Het graf van Ferrer op Cuba

- Buena Vista Social Club Presents... (1999)
- Mi Oriente (1999) - compilatie
- Santa Cecilia (2000)
- Tierra Caliente: Roots of Buena Vista (2000) met Los Bocucos
- Mis Tiempos Con Chepin (2002)
- Chepin Y Su Orquesta Oriental (2002)
- La Coleccion Cubana (2002)
- Buenos Hermanos (2003)
- Que Bueno Esta (2004)
- Ay Candela (2005) - compilatie
- Mi Sueño (2007)

ook te horen op
- Afro-Cuban All Stars - A Toda Cuba le Gusta (1997)
- Buena Vista Social Club - Buena Vista Social Club (1997)
- Afro-Cuban All Stars - Distinto Diferente (1999)
- Omara Portuondo - Omara Portuondo (2000)
- Rubén González - Chanchullo (2000)
- Orlando Cachaito Lopez - Cachaito (2001)
- Gorillaz - Gorillaz (2002)
- Sierra Maestra - Rumbero Soy (2002)